# ساندي براون
ساندي براون (بالإنجليزية: Sandy Brown)‏ (24 مارس 1939 في المملكة المتحدة - 8 أبريل 2014 ببلاكبول في المملكة المتحدة) هو لاعب كرة قدم بريطاني في مركز الظهير. لعب مع شروزبري تاون ونادي إيفرتون ونادي بارتيك ثيسل ونادي ساوثبورت ورابطة كرة القدم الاسكتلندية الحادية عشر ‏.

## وصلات خارجية
- ساندي براون على موقع قاعدة بيانات كرة القدم.إي يو (الإنجليزية)

1. 1 2   https://www.tradingcarddb.com/Person.cfm/pid/80880/. {{استشهاد ويب}}: |url= بحاجة لعنوان (مساعدة) والوسيط |title= غير موجود أو فارغ (من ويكي بيانات) (مساعدة)